# Aurora Heights
Aurora Heights är en kulle i Antarktis. Den ligger i Östantarktis. Australien gör anspråk på området. Toppen på Aurora Heights är 2 190 meter över havet, eller 212 meter över den omgivande terrängen. Bredden vid basen är 3,0 km.
Terrängen runt Aurora Heights är kuperad västerut, men österut är den platt. Trakten är obefolkad. Det finns inga samhällen i närheten.